# Sigurður Eggerz
Sigurður Eggerz, född 1 mars 1875 i Borðeyri, död 16 november 1945 i Reykjavik, var en isländsk politiker. Han var måg till Kristján Jónsson.
Eggerz satt som regeringschef 1922–1924, han var dessutom finansminister 1917–1924.